# Erste weibliche Deklination im Slowenischen
Die Erste Weibliche Deklination des Slowenischen weist Ähnlichkeiten mit der lateinischen A-Deklination auf und kann wohl auf die gleiche urindogermanische Deklination zurückgeführt werden.
Zum Grundverständnis von Deklinationen siehe: Kasus.

## Grundform
Regelmäßig werden die Formen wie folgt gebildet, am Beispiel von hiša (Das Haus):
|              | Einzahl | Zweizahl | Mehrzahl |
| Nominativ    | hiša    | hiši     | hiše     |
| Genitiv      | hiše    | hiš_     | hiš_     |
| Dativ        | hiši    | hišama   | hišam    |
| Akkusativ    | hišo    | hiši     | hiše     |
| Lokativ      | hiši    | hišah    | hišah    |
| Instrumental | hišo    | hišama   | hišami   |

Das Zeichen _ bedeutet, dass diese Form keine Endung trägt.

## Die Dame
Ein Fall für sich ist gospa (die Dame):
|              | Einzahl | Zweizahl | Mehrzahl |
| Nominativ    | gospa   | gospi    | gospe    |
| Genitiv      | gospe   | gospa    | gospa    |
| Dativ        | gospe   | gospema  | gospem   |
| Akkusativ    | gospo   | gospi    | gospe    |
| Lokativ      | gospe   | gospeh   | gospeh   |
| Instrumental | gospo   | gospema  | gospemi  |

Für den Dativ Singular wird auch die Form gospej verwendet.

## Wörter auf -ev
Eine Abart dieser Deklination bilden weibliche Substantive auf -ev.

### Beispiele
| cerkev  | (Kirche)   |
| molitev | (Gebet)    |
| breskev | (Pfirsich) |

### Deklinationstabelle
|              | Einzahl  | Zweizahl | Mehrzahl |
| Nominativ    | cerkev   | cerkvi   | cerkve   |
| Genitiv      | cerkve   | cerkev   | cerkev   |
| Dativ        | cerkvi   | cerkvama | cerkvam  |
| Akkusativ    | cerkev   | cerkvi   | cerkve   |
| Lokativ      | cerkvi   | cerkveh  | cerkveh  |
| Instrumental | cerkvijo | cerkvama | cerkvami |

## Mutter und Tochter
Die Wörter mati (Mutter) und hči (Tochter) deklinieren sich wie folgt:
|              | Einzahl | Zweizahl | Mehrzahl |
| Nominativ    | mat_i   | materi   | matere   |
| Genitiv      | matere  | mater_   | mater_   |
| Dativ        | materi  | materima | materim  |
| Akkusativ    | mater_  | materi   | matere   |
| Lokativ      | materi  | materih  | materih  |
| Instrumental | materjo | materima | materimi |

## Adjektive
Adjektive deklinieren sich, wie folgt, am Beispiel von len (faul):
|              | Einzahl | Zweizahl | Mehrzahl |
| Nominativ    | lena    | leni     | lene     |
| Genitiv      | lene    | lenih    | lenih    |
| Dativ        | leni    | lenima   | lenim    |
| Akkusativ    | leno    | leni     | lene     |
| Lokativ      | leni    | lenih    | lenih    |
| Instrumental | leno    | lenima   | lenimi   |